# Jaume Sanfeliu
Jaume Sanfeliu i Codina (El Prat de Llobregat, 1 de noviembre de 1839 - Barcelona, 17 de febrero de 1899) fue un militar español.

## Biografía
Se alistó en el ejército como voluntario a los 19 años. Fue destinado a Cuba, donde en 1861 formó parte de la brigada expedicionaria a la República Dominicana. En 1862 participó en la expedición a México. Al año siguiente ascendió a sargento, y participó en la toma del fuerte de Santiago de los Caballeros. Bajo las órdenes del general Gándara participó en la toma de diversas poblaciones (San Cristóbal, Río Jara, Doña Ana) y en los combates de Río Jaime, Palmar de la Fundación, Guana del Paya, Guayaba de Barcés y Baní. Bajo el mando del general Primo de Rivera participó en la división expedicionaria de Montecristi, así como en las acciones de Laguna Verde, Laguna del Rincón y Puerto Plata.
En 1864 retornó a España, donde fue destinado al batallón provincial de Tarragona y, posteriormente, a Toledo y Barcelona. En 1869 fue destinado a Sevilla, pero al poco tiempo volvió a Cuba con el batallón de voluntarios cazadores de Barcelona. Participó en diversas acciones militares, por las que obtuvo el grado de capitán, el título de benemérito de la patria y la cruz roja del mérito militar de primera clase. En 1874 fue encargado de organizar la contraguerrilla llamada Gíbaros, y fue ascendido a teniente coronel.
Debido a diversas heridas fue repatriado en 1876, y fue destinado a Burgos. En 1879 se encargó de la subinspección de los batallones de depósito de Cataluña, además de la comandancia militar de Tarrasa. Posteriormente fue destinado a Filipinas, donde fue gobernador del 5.º distrito de Mindanao. Se retiró en 1888.
Tiene dedicada una calle en Barcelona y en el Prat de Llobregat.